# Eric Jelen
Eric Jelen (ur. 11 marca 1965 w Trewirze) – niemiecki tenisista, reprezentant kraju w Pucharze Davisa, olimpijczyk z Seulu (1988).

## Kariera tenisowa
Zawodowym tenisistą był w latach 1982–1992.
Jelen osiągnął w grze pojedynczej dwa finały rangi ATP World Tour, wygrywając jeden z nich. W grze podwójnej doszedł do jedenastu finałów, z których w pięciu zwyciężył.
W latach 1986–1992 reprezentował Niemcy (do 1989 RFN) w Pucharze Davisa przyczyniając się do zdobycia tytułu w 1988 i 1989 po finałach ze Szwecją. Finał w 1988 zespół w składzie z Jelenem zwyciężył 4:1, w kolejnej edycji 3:2, a sam Jelen zdobył punkty w meczach deblowych partnerując Borisowi Beckerowi.
W 1988 zagrał na igrzyskach olimpijskich w Seulu odpadając w pierwszej rundzie singla i debla. W grze podwójnej startował z Carlem-Uwe Steebem.
W rankingu gry pojedynczej najwyżej był na 23. miejscu (7 lipca 1986), a w klasyfikacji gry podwójnej na 18. pozycji (12 czerwca 1989).

### Finały w turniejach ATP World Tour
| Legenda                                      |
| -------------------------------------------- |
| Wielki Szlem                                 |
| Igrzyska olimpijskie                         |
| Tennis Masters Cup / ATP Finals              |
| ATP Masters Series / ATP Tour Masters 1000   |
| ATP International Series Gold / ATP Tour 500 |
| ATP International Series / ATP Tour 250      |

#### Gra pojedyncza (1–1)
| Końcowy wynik | Nr | Data                 | Turniej  | Nawierzchnia  | Przeciwnik     | Wynik finału  |
| ------------- | -- | -------------------- | -------- | ------------- | -------------- | ------------- |
| Finalista     | 1. | 11 października 1987 | Brisbane | Twarda (hala) | Kelly Evernden | 6:3, 1:6, 1:6 |
| Zwycięzca     | 1. | 25 czerwca 1989      | Bristol  | Trawiasta     | Nick Brown     | 6:4, 3:6, 7:5 |

#### Gra podwójna (5–6)
| Końcowy wynik | Nr | Data                 | Turniej      | Nawierzchnia    | Partner           | Przeciwnicy                        | Wynik finału  |
| ------------- | -- | -------------------- | ------------ | --------------- | ----------------- | ---------------------------------- | ------------- |
| Finalista     | 1. | 21 września 1986     | Hamburg      | Ceglana         | Boris Becker      | Sergio Casal Emilio Sánchez        | 4:6, 1:6      |
| Finalista     | 2. | 22 lutego 1987       | Indian Wells | Twarda          | Boris Becker      | Guy Forget Yannick Noah            | 4:6, 6:7      |
| Zwycięzca     | 1. | 21 lutego 1988       | Mediolan     | Dywanowa (hala) | Boris Becker      | Miloslav Mečíř Tomáš Šmíd          | 6:3, 6:3      |
| Finalista     | 3. | 23 października 1988 | Tokio        | Dywanowa (hala) | Boris Becker      | Andrés Gómez Slobodan Živojinović  | 5:7, 7:5, 3:6 |
| Zwycięzca     | 2. | 10 października 1988 | Brisbane     | Twarda (hala)   | Carl-Uwe Steeb    | Grant Connell Glenn Michibata      | 6:4, 6:1      |
| Zwycięzca     | 3. | 26 lutego 1989       | Lyon         | Dywanowa (hala) | Michael Mortensen | Jakob Hlasek John McEnroe          | 6:2, 3:6, 6:3 |
| Finalista     | 4. | 14 maja 1989         | Hamburg      | Ceglana         | Boris Becker      | Emilio Sánchez Javier Sánchez      | 4:6, 1:6      |
| Finalista     | 5. | 29 października 1989 | Frankfurt    | Dywanowa (hala) | Kevin Curren      | Pieter Aldrich Danie Visser        | 6:7, 7:6, 3:6 |
| Finalista     | 6. | 14 kwietnia 1991     | Barcelona    | Ceglana         | Boris Becker      | Horacio de la Peña Diego Nargiso   | 6:3, 6:7, 4:6 |
| Zwycięzca     | 4. | 25 sierpnia 1991     | Long Island  | Twarda          | Carl-Uwe Steeb    | Doug Flach Diego Nargiso           | 0:6, 6:4, 7:6 |
| Zwycięzca     | 5. | 10 listopada 1991    | Moskwa       | Dywanowa (hala) | Carl-Uwe Steeb    | Andriej Czerkasow Aleksandr Wołkow | 6:4, 7:6      |